# Szójegyzék
A szójegyzék vagy glosszárium egy speciális tudásterületen használatos kifejezések listáját jelenti, ami a tudásterülettel kapcsolatos szavakat magyarázza. Hagyományosan a könyv végén jelenik meg, ahol a könyvben használt új (vagy legalábbis nem közismert) szavakat, kifejezéseket sorolja fel.
A kétnyelvű szójegyzék egy bizonyos nyelvnek a szó- és kifejezéslistája egy másik nyelven kifejezve, vagy szinonimákkal (egyező értelmű szavakkal), vagy hasonló szavakkal.
Szélesebb értelemben egy szójegyzék magába foglalja az adott tudás- vagy aktivitásterületet érintő fogalmak magyarázatait. Ilyen értelemben az angol Wikipedia leírása szerint a szójegyzék kifejezés az ontológia szóhoz közeli viszonyban van.
A tőszótár (angolul core glossary) elsősorban egy nyelv vagy tudásterület újoncai felé irányul. Egyszerű értelmező szótár, ami lehetővé teszi a többi ide vonatkozó fogalom leírását, vagyis egy, a szűk munkaterületre vonatkozó kisszótár, de ami az adott terület számára legfontosabb, lényeges és gyakran előforduló fogalmak magyarázatát adja a széles körben használt fordulatokkal és metaforákkal.
A számítógép-tudományban egy ilyen tőszótár léte elkerülhetetlen feltétele egy rendszer tő-ontológiájának a megszerkesztéséhez.

## Szójegyzékkeresés a Világhálón (www-en)
A Google keresőmotor szolgálat ezt írja: (fordítás) "Amikor a keresőmotor alkalmazásakor odaírod egy keresett szó, szavak, kifejezések vagy akronimák előtt, hogy: mondd meg nekem (define) mi ez (what is) vagy mik ezek (what are) akkor Google bemutat egy szójegyzékben talált meghatározást a keresés eredményei fölött; mindazokat amelyeket a Világhálózat lapjain talál. A szójegyzék jó azoknak a kifejezéseknek a meghatározására amelyeket szótárakban általában nem találsz meg, vagyis slang, technikai, kisebbségi (etnikus) vagy más specializált kifejezéseket."